# 음악풍경 (경기방송)
《배형진의 음악풍경》은 경기방송에서 방송했던 라디오 프로그램이다. 진행자는 배형진 아나운서이다. 원래 오후 4시 ~ 6시 시간에 편성되었지만, 2016년 봄철 개편으로 인하여 오후 8시 플랫폼으로 이동하였고, 2019년 새해 개편으로 오전 10시로 이동하여 방송됐지만, 경기방송 폐국과 함께 2020년 3월 27일 방송을 마지막으로 폐지되었다.

## 역대 DJ
- 신영란 (경기방송 본부장)
- 지화진 (경기방송 아나운서)
- 배형진 (경기방송 PD)

| KFM 경기방송      |                       |                          |
| 이전              | 배형진의 음악풍경     | 다음                     |
| 소영선의 조조할인 | 배형진의 음악풍경     | 돈키오테                 |
| 오전 9시 ~ 10시   | 오전 10시 ~ 11시 30분 | 오전 11시 30분 ~ 낮 12시 |
|                   |                       |                          |